# 軟軟戰車
《軟軟戰車》是日本的製作的Adobe Flash的動畫。又稱做「軟棉棉戰車」，日語名稱為。
軟軟戰車的外觀狀似白色的包子，大小約如手球一般，前方附有眼、口等臉部器官，左右則附有履帶。被認為是戰車（坦克車）的一種，但實際上卻不是戰車。令人印象深刻的是他那只顧退卻的身姿，在愛好者之間，「退卻」一詞被認定為其口令。
規劃當初是以「可愛動物之類的動畫片」為探詢，不過，作者提交以前描繪未發表的「軟軟戰車」。結果反而被採用了。根據通過部落格及的口頭互傳效果，慢慢有名氣。經商品化規劃後甚至還登上媒體。
2006年，Fanworks規劃將「軟軟戰車」商品化。從50家以上公司的提議中與10餘家公司企業結成「軟軟戰車聯合」，玩具、雜貨、動畫、書籍等多方面的商品規劃發售著。「軟軟戰車」同時對許多公司許可將其商品化，作為網絡出發的登場人物，由於作者只有一人，版權方面的事處理較容易，一般認為是新的形式的登場人物的商務試金石。在那個時期每天的廣播，甚至電視廣告中常常報導著「軟軟戰車」的消息。
然而受歡迎的程度並沒有預期中的好。原先預計的10億日元銷售額也成為不可能的任務。令人有種僅是媒體勉強使之流行的感覺，反而對消費者的市場調查不夠透徹，因此逐漸消聲暱跡。

## 外部連結
- 記事 （页面存档备份，存于）
- 作者簡介 （页面存档备份，存于）
- 軟軟戰車 退卻司令室 （页面存档备份，存于）
- 「軟軟戰車」是甚麼？ （页面存档备份，存于） ITmedia（2006年2月27日）
- WEBTENT （页面存档备份，存于）